# Cinco Olivas
Cinco Olivas település Spanyolországban,  Zaragoza tartományban. Cinco Olivas Alforque, Alborge és Sástago községekkel határos. Lakosainak száma 102 fő (2024).

## Népesség
A település népessége az utóbbi években az alábbiak szerint változott:
| Lakosok száma | 135  | 123  | 116  | 118  | 119  | 108  | 114  | 106  | 102  | 102  |
|               | 2001 | 2004 | 2007 | 2009 | 2012 | 2014 | 2017 | 2019 | 2022 | 2024 |